# Mahatsara Sud
Mahatsara Sud est une commune rurale malgache située dans la région de Vatovavy.